# طيران آسيا الرحلة 8501
رحلة طيران آسيا رقم 8501 هي رحلة تابعة لطيران آسيا فقدت في 28 ديسمبر 2014 أثناء توجهها من مدينة سورابايا بإندونيسيا إلى سنغافورة محملةً بـ 155 راكب وطاقم الطائرة المكون من 7 أفراد.

## الاختفاء
أقلعت الرحلة من مطار جواندا الدولي، بمدينة سورابايا، في تمام الساعة 05:35 بالتوقيت الإندونيسي الغربي وكانت من المفترض أن تهبط في مطار شانغي، وهو المطار الرئيسي في سنغافورة، في تمام الساعة 08:30 بتوقيت سنغافورة. بسبب سوء الأحوال الجوية تلقت الرحلة تعليمات بتغيير مسارها الأصلي عندما كانت في الأجواء الإندونيسية . إنقطع الإتصال بين الرحلة وإدارة مراقبة الملاحة الجوية في تمام الساعة 07:24، بالتوقيت الإندونيسي الغربي أثناء عبورها فوق بحر جاوة بين كليمنتان وجزيرة جاوا. هذا وقد كشف تحليل الأرصاد الجوية أن الطائرة كانت تعبر مجموعة من العواصف خلال الدقائق الأخيرة قبل اختفائها.

### الجدول الزمني لإختفاء الطائرة
| الزمن المنقضي من الرحلة () | الوقت                  | الوقت                           | الوقت                              | الحدث                                                                                 |
| الزمن المنقضي من الرحلة () | توقيت عالمي منسق (UTC) | توقيت غرب أندونيسيا (WIB) UTC+7 | توقيت سنغافورة القياسي (SST) UTC+8 | الحدث                                                                                 |
| -------------------------- | ---------------------- | ------------------------------- | ---------------------------------- | ------------------------------------------------------------------------------------- |
| 00:00                      | 27 ديسمبر              | 28 ديسمبر                       | 28 ديسمبر                          | إقلاع الطائرة من مطار جواندا الدولي                                                   |
| 00:00                      | 22:35                  | 05:35                           | 06:35                              | إقلاع الطائرة من مطار جواندا الدولي                                                   |
| 00:42                      | 23:17                  | 06:17                           | 07:17                              | اختفاء الطائرة من على رادارات مراقبة الحركة الجوية الأندونيسية                        |
| 00:49                      | 23:24                  | 06:24                           | 07:24                              | فقدان الإتصال اللاسلكي مع الطائرة بعد أن طلبت إذن الصعود لإرتفاع 11000 متر (3800 قدم) |
| 01:55                      | 28 ديسمبر              | 07:30                           | 08:30                              | الوقت المحدد لوصول الطائرة لمطار شانغي سنغافورة يفوت دون وصولها                       |
| 01:55                      | 00:30                  | 07:30                           | 08:30                              | الوقت المحدد لوصول الطائرة لمطار شانغي سنغافورة يفوت دون وصولها                       |

## الركاب وافراد الطاقم
أصدرت شركة طيران آسيا قائمة بعدد جنسيات الركاب على متن الطائرة وهي 162 راكبًا بينهم 7 من طاقم الطائرة و16 طفل ورضيع:
| جنسية          | عدد |
| إندونيسيا      | 156 |
| كوريا الجنوبية | 3   |
| فرنسا          | 1   |
| ماليزيا        | 1   |
| سنغافورة       | 1   |

## وصلات خارجية
- (بالإنجليزية) Initial AirAsia announcement on Facebook and their official web page in English نسخة محفوظة 29 ديسمبر 2014 على موقع واي باك مشين. and in Indonesian (بالإندونيسية)
- (بالإنجليزية) FlightRadar24 showing point at which radio contact was lost.
- (بالإنجليزية) Passenger list نسخة محفوظة 28 ديسمبر 2014 على موقع واي باك مشين. - Ministry of Transportation of Indonesia
- (بالفرنسية) "Vol QZ8501 du 28 décembre 2014 – Airbus A320-200 – immatriculé PK-AXC." - مكتب التحقيق والتحليل لسلامة الطيران المدني
- (بالإنجليزية) "Flight QZ8501 on 28 December – Airbus A320-200 – registered PK-AXC." - مكتب التحقيق والتحليل لسلامة الطيران المدني